# Knúkur (vestari)
Knúkur (vestari) è un rilievo alto 463 metri sul mare situato sull'isola di Svínoy, nell'arcipelago delle Isole Fær Øer, in Danimarca.